# Kaspar Braun
Pour les articles homonymes, voir Braun.

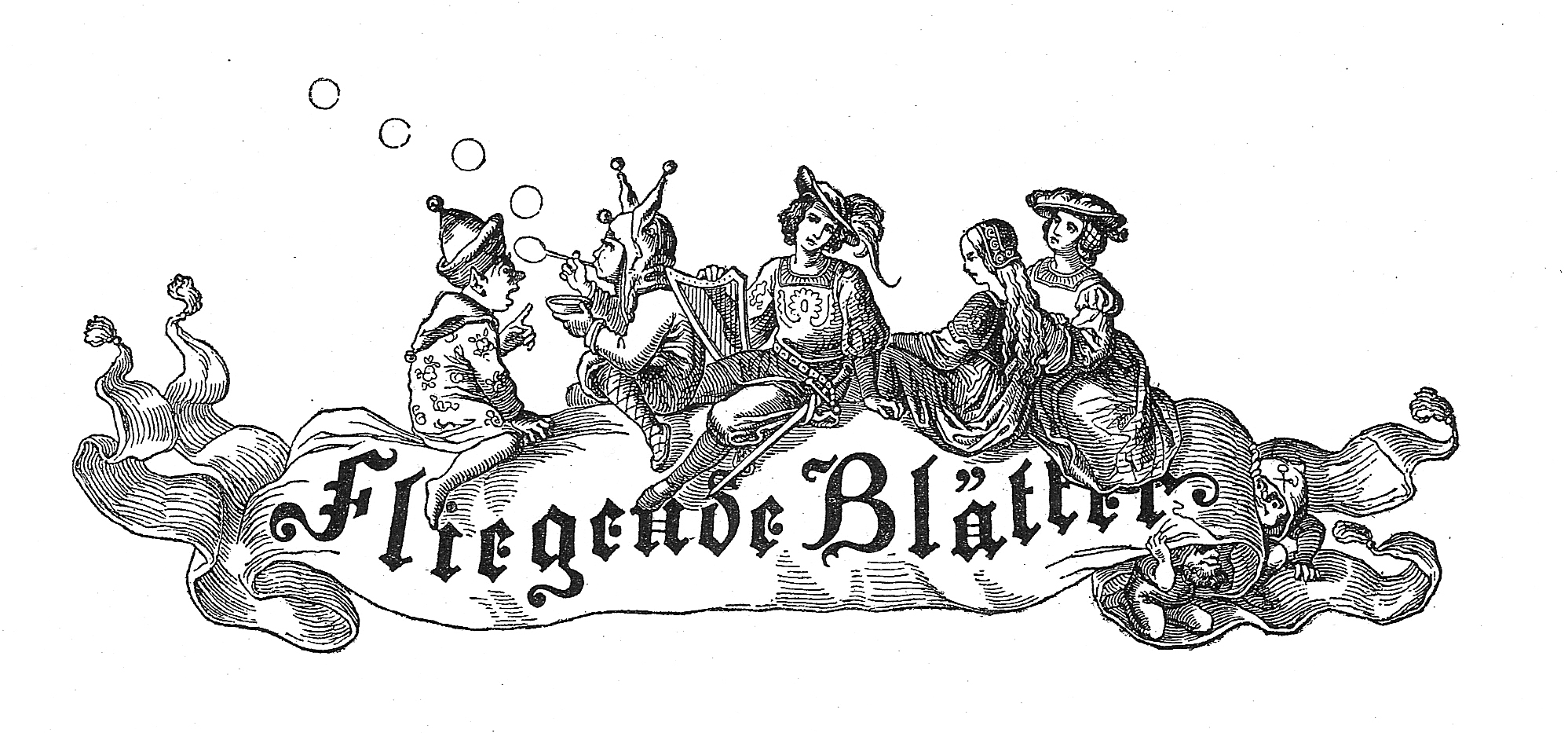
Fliegende Blätter, Hebdomadaire humoristique allemand de 1845 à 1944

Kaspar Braun ou Caspar Braun, né le 13 août 1807 à Aschaffenbourg et mort le 29 octobre 1877 à Munich, était un peintre, dessinateur, illustrateur, graveur sur bois, et éditeur bavarois. Il est un des premiers éditeurs d'histoires illustrées des états allemands.

## Débuts
Après le lycée, Kaspar Braun étudie à l'Académie des beaux-arts de Munich. Après des voyages d'études en Allemagne du Nord et en Hongrie où il travaille sur la peinture et le dessin, il rejoint à Paris l'atelier de Louis-Henri Brévière, un graveur sur bois renommé à l'époque.

## Carrière d'éditeur
À son retour à Munich en 1839, il met à profit les connaissances acquises à Paris pour fonder avec l'aide de l'avocat et conseiller à la Cour G. von Dessauer, un atelier de xylographie, la société Kaspar Braun und v. Dessauer in München. Après le départ de von Dessauer, Kaspar Braun s'associe avec un éditeur, Friedrich Schreiber, pour fonder la maison d'édition Verlag Braun & Schneider (de). Ensemble, ils publient à partir de 1844 un hebdomadaire satirique illustré, les Fliegende Blätter (Les Feuilles volantes), qui sera publié jusqu'en 1944.
Une des réussites majeures de Kaspar Braun est l'acquisition des droits sur la série de bande dessinée Max und Moritz du dessinateur allemand Wilhelm Busch. La maison d'édition publie également les Münchener Bilderbogen (de) (Pages illustrées de Munich), un cahier illustré qui paraît toutes les deux semaines de 1848 à 1898, et qui passe pour être un précurseur des magazines de bande dessinée du XXe siècle : y collaborent aux côtés de Wilhelm Busch d'autres artistes de renom comme Franz von Pocci et Moritz von Schwind.

## Postérité

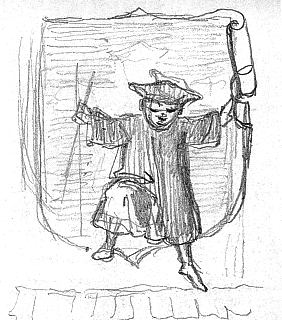
Le Münchner Kindl sort du blason — Dessin de Kaspar Braun, 1847.

Kaspar Braun a contribué à l'histoire locale de la ville de Munich en popularisant par un dessin de 1847 le Münchner Kindl (Le garçon de Munich), l'image d'un jeune garçon vêtu en moine qui était présente dans le blason de Munich depuis le XVIe siècle, en représentant dans son dessin le personnage du jeune moine en train de sortir du blason. Depuis, le Münchner Kindl est une représentation populaire pour la ville et pour diverses manifestations culturelles et festives, dont l'Oktoberfest.